# Cantó de Petreto-Bicchisano
El cantó de Petreto-Bicchisano és una antiga divisió administrativa francesa situat al departament de Còrsega del Sud i la regió de Còrsega. Va desaparèixer el 2015.

## Geografia
El cantó s'organitza al voltant de Petreto-Bicchisano dins el districte de Sartène. la seva altitud varia entre 0 m (Sollacaro) i 1.480 m (Olivese).

## Administració
| Període   | Identitat             | Partit       | Qualitat |
| --------- | --------------------- | ------------ | -------- |
| 2001-2008 | Michel Polverelli     |              |          |
| 2008-2015 | Paul-Joseph Caitucoli | Nacionalista |          |

## Composició
| Nom                | Població | Codi Postal | Codi Insee |
| ------------------ | -------- | ----------- | ---------- |
| Argiusta-Moriccio  | 77       | 20140       | 2A021      |
| Casalabriva        | 181      | 20140       | 2A071      |
| Moca-Croce         | 221      | 20140       | 2A160      |
| Olivese            | 282      | 20140       | 2A186      |
| Petreto-Bicchisano | 549      | 20140       | 2A211      |
| Sollacaro          | 326      | 20140       | 2A284      |

## Demografia
| 1962  | 1968  | 1975  | 1982  | 1990  | 1999  |
| ----- | ----- | ----- | ----- | ----- | ----- |
| 1.876 | 2.111 | 1.827 | 1.704 | 1.604 | 1.636 |